# حرفه‌ای

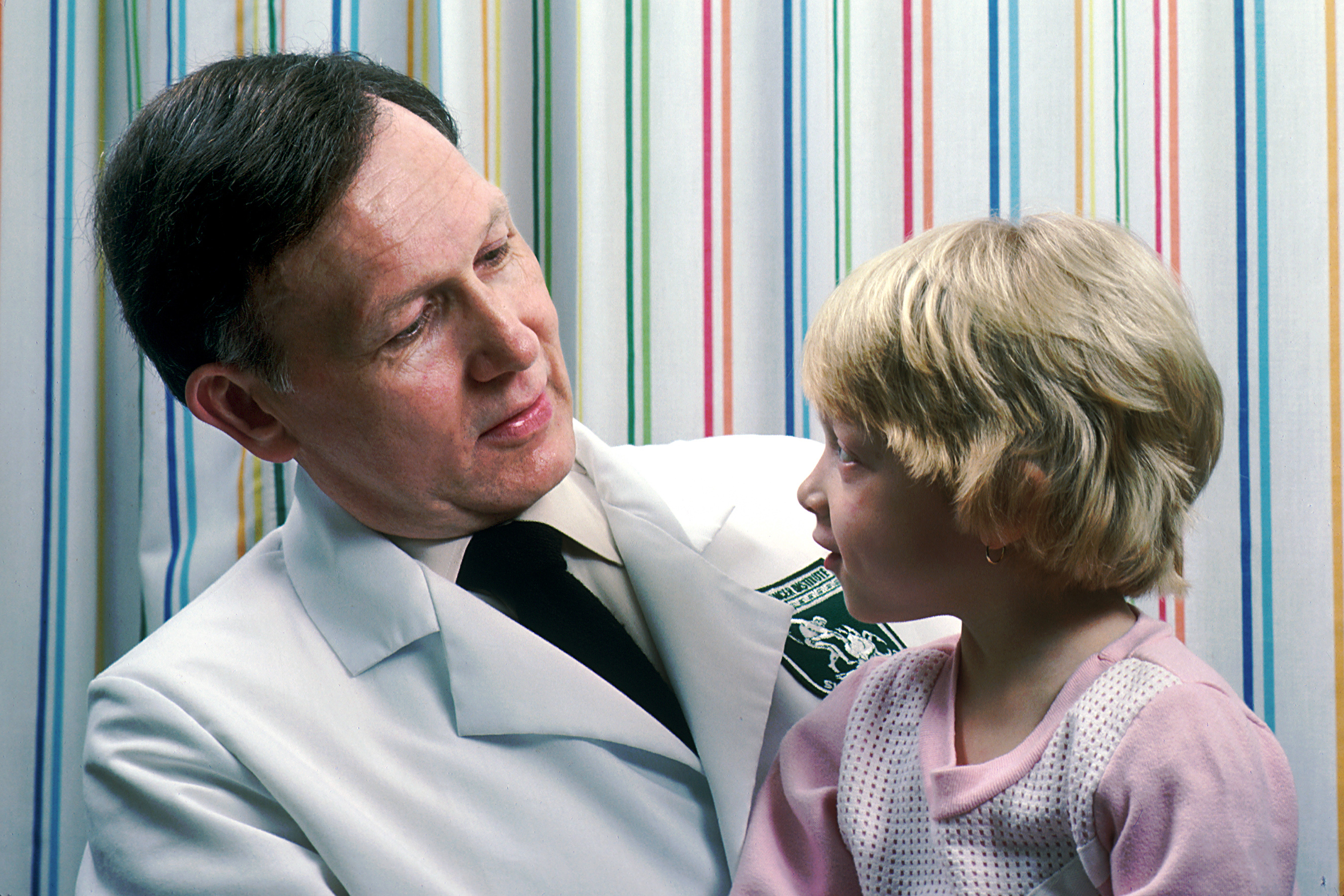
پزشکان در بسیاری از کشورهای غربی پس از ورود به این حرفه به عنوان یک تعهد شخصی در پایبندی به اصول اخلاقی، سوگند پزشکی به جا می‌آوردند.

حرفه‌ای به هر فرد عضو یک حرفه یا هر کسی که درآمد زندگی خود را از یک فعالیت حرفه‌ای خاص به دست می‌آورد گفته می‌شود. اصطلاح «حرفه‌ای» همچنین استانداردهای آموزش و پرورش و مهارتی را اعضای یک حرفه با دانش خاص برای انجام امور آن حرفه باید بدانند، در بر می‌گیرد. علاوه بر این، بسیاری از متخصصان حرفه‌ای، متعهد به رعایت اصول اخلاقی مربوط به آن حوزه هستند. استانداردهای حرفه‌ای عملی و اخلاقی برای هر رشته خاص، به طور معمول از سوی انجمن‌های حرفه‌ای مانند IEEE تهیه، تصویب و جاری می‌شوند. برخی از تعاریف از «حرفه‌ای» معنای آن را به شغل‌های خیلی خاص در خدمت برخی از جنبه‌های مهم منافع عمومی و کارهای خوب برای جامعه محدود می‌کنند.
در برخی از فرهنگ‌ها، «حرفه‌ای» برای اشاره به قشرها خاص اجتماعی که متشکل از کارگران تحصیل کرده و دارای استقلال عمل در کار هستند و نهایتاً امکان خلاقیت در کار خود رادارند به کار می‌رود.

## معاملات
در نگاه دقیق، اصطلاح حرفه‌ای برای تمام شغل‌های تخصصی به کار نمی‌رود. مشاغلی مانند ساخت و ساز حرفه‌ای و تأسیسات گرچه اصطلاحاً حرفه‌ای خوانده می‌شوند اما به طور دقیق در زمره صنعت‌گری هستند. اتمام یک دوره کارآموزی به طور کلی منجر به تربیت نیروی کار ماهر مانند نجار، برقکار، سنگ کار، نقاش، لوله کش و سایر مشاغل مشابه می‌شود. یک تفاوت نیروی مهارتی و حرفه‌ای در این است که حرفه ای‌ها به طور عمده کار فکری انجام می‌دهند در حالی که مهارتی‌ها کار فیزیکی بیشتری دارند.